# Empetrum rubrum
Empetrum rubrum är en ljungväxtart som beskrevs av Vahl och Carl Ludwig von Willdenow. Empetrum rubrum ingår i släktet kråkbärssläktet, och familjen ljungväxter. Inga underarter finns listade i Catalogue of Life.

## Bildgalleri

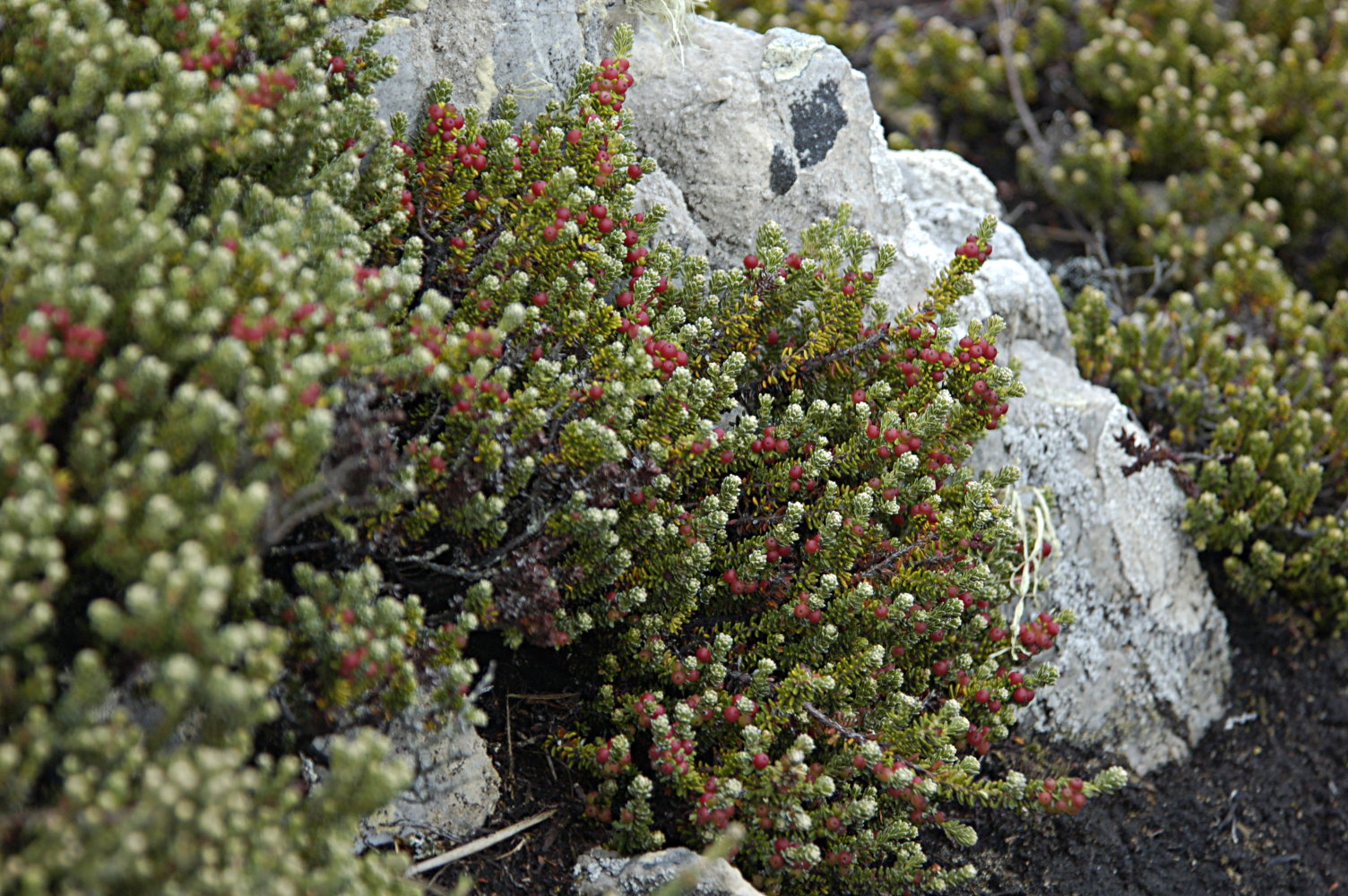
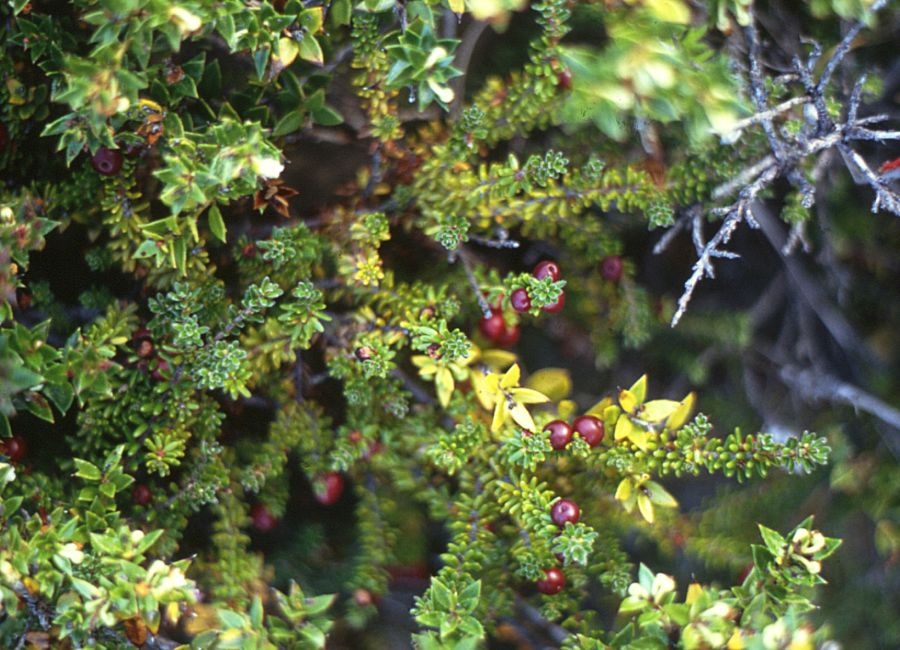
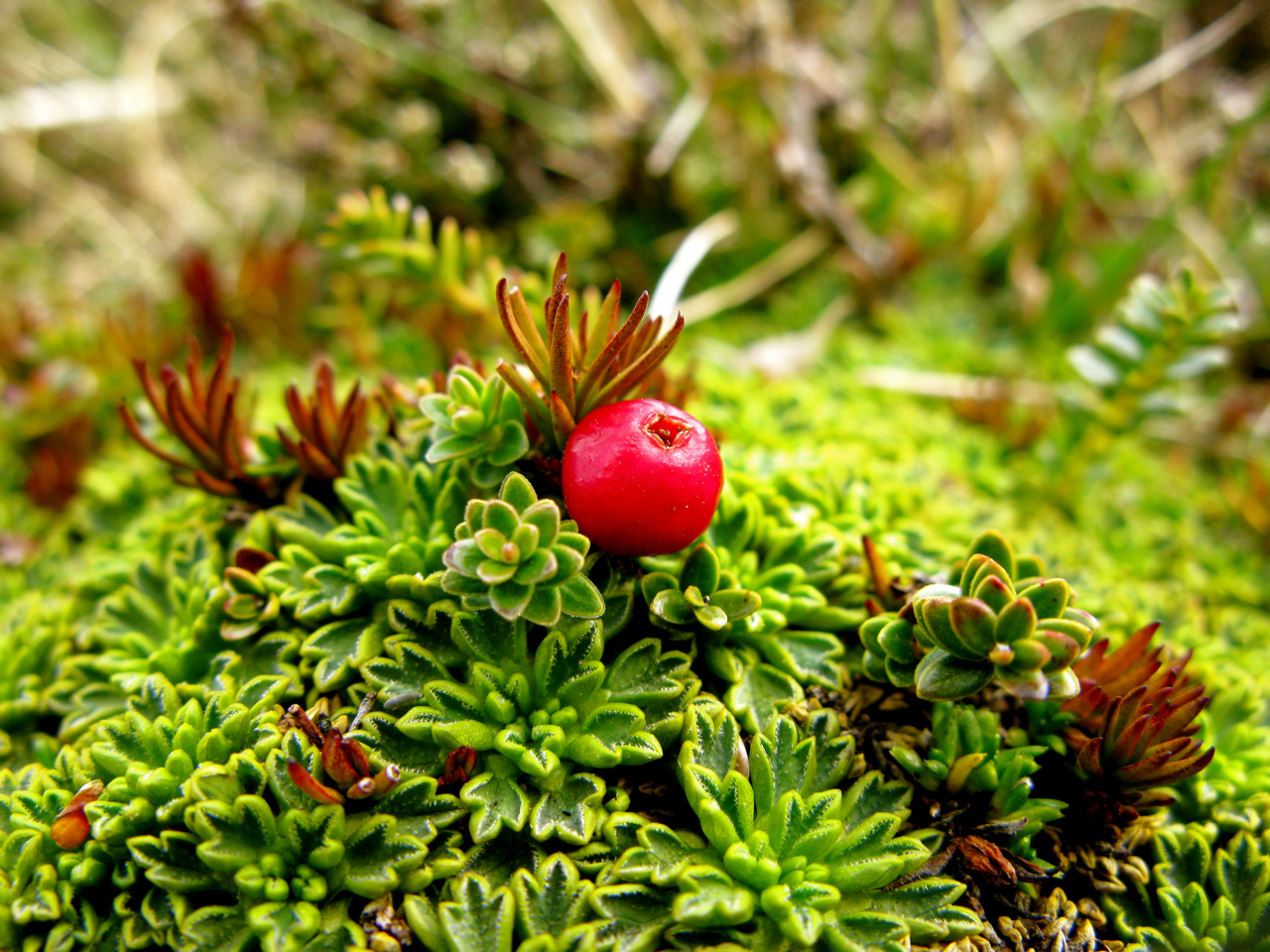
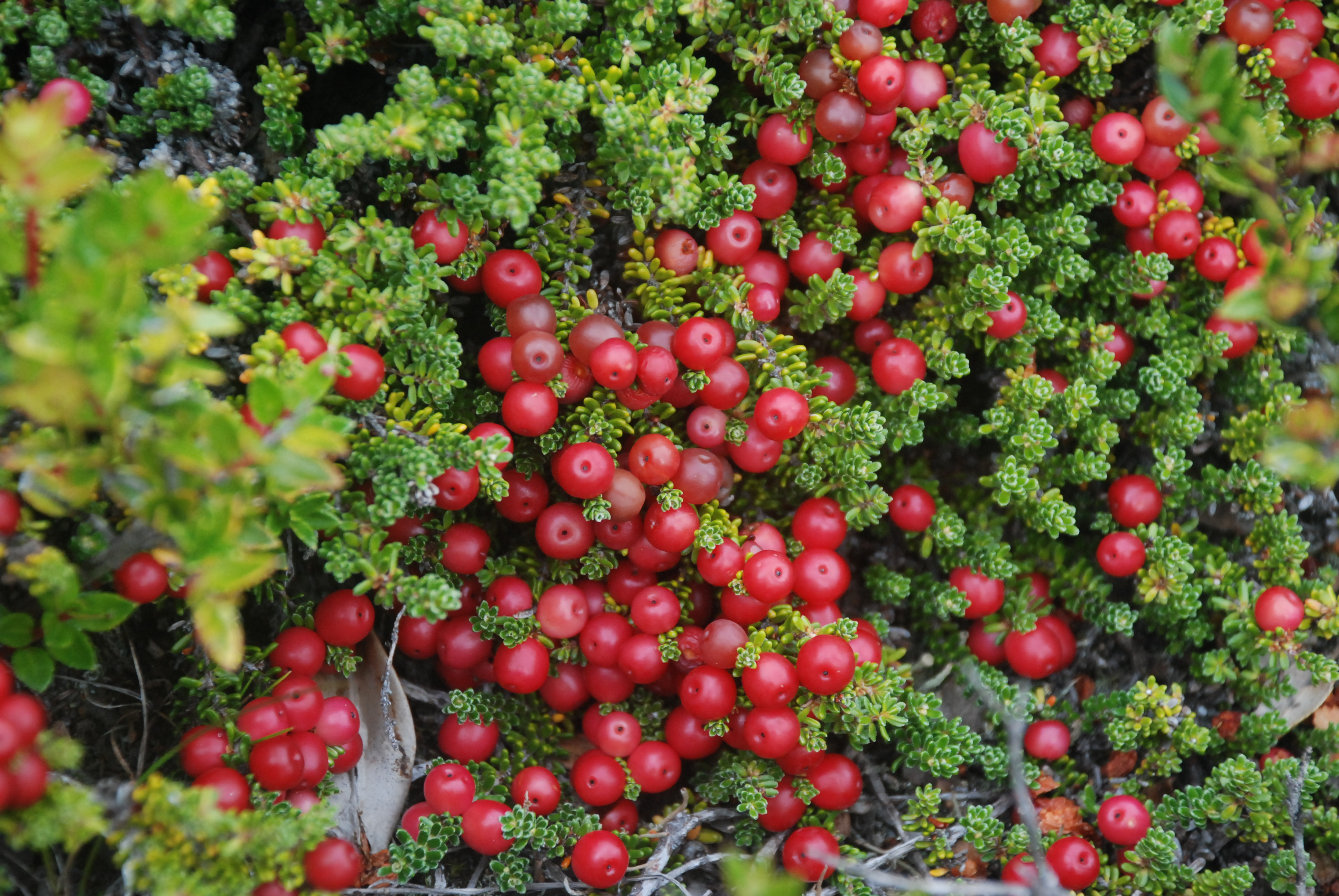
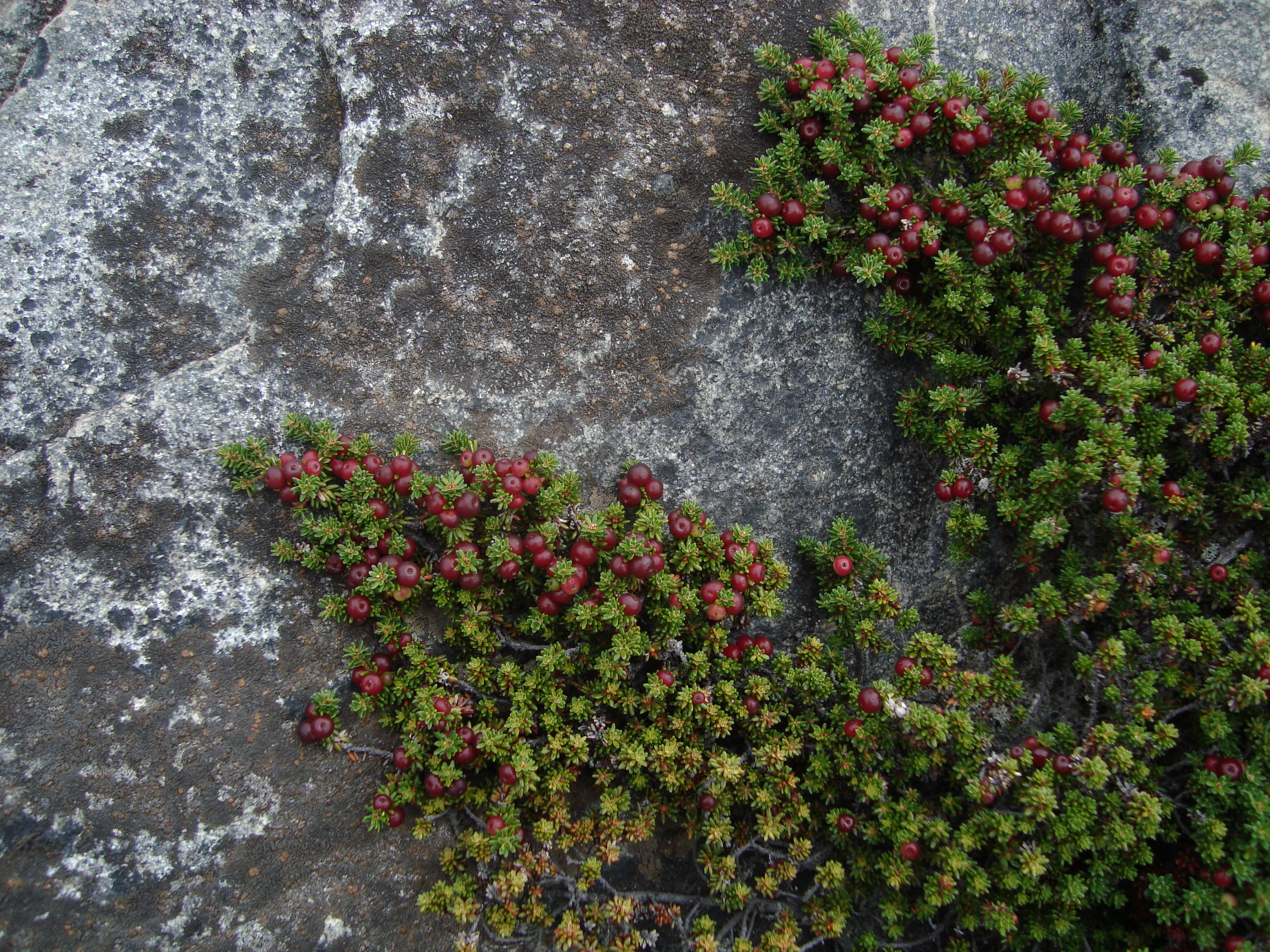